# Michele Niggeler
Michele Niggeler (ur. 10 marca 1992 w Desenzano del Garda) – szwajcarski szpadzista, trzykrotny medalista mistrzostw świata.
Jego ojciec jest Szwajcarem, a matka Włoszką, on sam posiada podwójne obywatelstwo, szwajcarskie i włoskie.
W 2010 roku zdobył brąz drużynowo na mistrzostwach świata juniorów w Baku.
Podczas mistrzostw świata w Lipsku w 2017 roku Szwajcarzy w składzie: Max Heinzer, Georg Kuhn, Michele Niggeler i Benjamin Steffen zdobyli srebrny medal w zawodach drużynowych. W tej samej konkurencji zdobył następnie złoto na mistrzostwach świata w Wuxi (2018) oraz brąz na mistrzostwach świata w Kazaniu (2014).
Wystartował na igrzyskach olimpijskich w Tokio w 2020 roku, gdzie drużynowo był ósmy, a indywidualnie zajął 35. miejsce.